# Лені Ріфеншталь
Гелене Берта Амалія Ріфеншталь (нім. Helene Bertha Amalie Riefenstahl), знана як Лені Ріфеншталь (нім. Leni Riefenstahl; 22 серпня 1902, Берлін — 8 вересня 2003, Пеккінг, Німеччина) — німецька кінорежисерка та -продюсерка, сценаристка, фотографка, акторка, спортсменка. Своїми культовими фільмами «Тріумф волі» та «Олімпія» активно сприяла пропаганді націонал-соціалізму.

## Життя і творчість
Відома акторка і режисерка мала дружні стосунки з Адольфом Гітлером. За фільми «Тріумф волі» і «Перемогу віри» Ріфеншталь досі звинувачують у прославлянні забороненої після Другої світової війни ідеології націонал-соціалізму. Ці звинувачення вона відкидала.
Завдяки фільму «Блакитне світло» Лені Ріфеншталь стала відомою режисеркою, і на неї звернув увагу Адольф Гітлер. У лютому 1932 року вона була присутня на його виступі в берлінському Палаці спорту. У травні 1932 року Ріфеншталь написала Гітлеру лист, незабаром вони зустрілись. Після цього Ріфеншталь виїжджає до Гренландії на знімання чергового фільму Арнольда Фанка «SOS — айсберг». Робота над стрічкою завершилась наприкінці травня.
У серпні 1933 року Ріфеншталь прийняла пропозицію зняти фільм про п'ятий з'їзд НСДАП в Нюрнберзі. Вона працювала разом із відомими операторами (Зепп Алльгайер, Франц Ваймайр і Вальтер Френц) і сама монтувала фільм. Знімання фільму організувало міністерство пропаганди на чолі з Ґеббельсом. Прем'єра «Перемоги віри» відбулася 1 грудня 1933 року. Проте, в результаті Ночі довгих ножів, фільм практично відразу після прем'єри вийшов із прокату. Причиною цього, серед іншого, стало відносно рівне зображення у фільмі начальника штабу нацистських штурмових загонів Ернста Рема і Адольфа Гітлера, чого, вочевидь, останній не міг допустити.
Можна вважати, що для Ріфеншталь цей фільм став своєрідною «пробою пера» у порівнянні з її пізнішою картиною «Тріумф волі».
У 1936—1938 роках Лені Ріфеншталь зняла і змонтувала фільм «Олімпія», присвячений Олімпійським іграм 1936 року в Берліні. Фільм мав дві частини: «Олімпія. Частина 1: Свято народів», «Олімпія. Частина 2: Свято краси». Його високо оцінено за музику, звукові ефекти, красу гірських пейзажів і сцен світанку, а також за якісний монтаж. Стрічка отримала кілька міжнародних нагород.
1939 року для знімання фільму «Пентезіл'ї» вона заснувала власну кінокомпанію «Leni Riefenstahl Film GmbH». Ріфеншталь працювала над сценарієм і також вела підготовчі роботи до знімань. Проте робота урвалась 1 вересня 1939 року через початок Другої світової війни. Вона сама і співробітники її кінокомпанії вступають до армії як військові кореспонденти, щоб висвітлювати військові дії в Польщі. Жорстокі вбивства солдатами вермахту польських цивільних осіб в місті Конське наводять на неї жах, і вона відмовляється від подальшої роботи. За твердженням самої Ріфеншталь, вона також написала скаргу на дії військових у відповідну інстанцію.
У період з 1949 по 1987 роки відбулося декілька судових процесів з приводу насильницького залучення циган з табору Максглан до знімання у фільмі «Низина» під час нацистської диктатури. У деяких з них Лені Ріфеншталь була звинуваченою. Під час всіх процесів причетність Ріфеншталь до насильницького залучення циган до знімань названа наклепом.
Її остання акторська робота — фільм «Сила образів: Лені Ріфеншталь, або дивне, страшне життя Лені Ріфеншталь», що в 1993 році зняв режисер-документаліст Рей Мюллер. Картина здобула премію «Еммі» і спеціальний приз кінокритиків у Японії. 2001 року президент МОК Хуан Антоніо Самаранч у швейцарській Лозанні нарешті вручив їй Золоту медаль Міжнародного олімпійського комітету за фільм «Олімпія» (хоча медаль і була присуджена її ще в далекому 1938 році, проте отримати її вона довгий час не могла).
2002 року Лені Ріфеншталь святкувала свій столітній ювілей у колі безлічі зірок (серед яких, наприклад, Зігфрід і Рой).
8 вересня 2003 року, за два тижні після свого 101-го дня народження, Лені Ріфеншталь померла у власному будинку в містечку Пекинг, що на Штарнберзькому озері.
Останні фільми Лені Ріфеншталь — «Кораловий рай» і «Мрії про Африку», показані в Україні (прокат почався 4 жовтня 2007 року).

## Особисте життя
У 1940 році на зніманнях фільму «Долина» Лені Ріфеншталь познайомилася з Петером Якобом (нім. Peter Jacob). Лейтенант альпійських стрільців Якоб перебував в Австрії на відпочинку після поранення і знімався в кіно як каскадер. Згодом він воював на східному фронті (за полярним колом) і в Італії. Ріфеншталь і Якоб одружилися 21 березня 1944 року в Кіцбюелі.
30 березня 1944 року Ріфеншталь востаннє зустрілася з Адольфом Гітлером в його резиденції Берґгоф.
Влітку 1944 року помер її батько, на східному фронті загинув її брат Гайнц (який за доносом був звинувачений в купівлі м'яса на чорному ринку й антивоєнних висловлюваннях, позбавлений звання і відправлений у штрафний батальйон).
Незадовго до кінця війни до неї до Кіцбюеля приїхала мати.

## Фільмографія

### Режисерські роботи
- Синє світло (Das Blaue Licht[en]), 1932
- Перемога віри (Der Sieg des Glaubens[en]), 1933
- Тріумф волі (Triumph des Willens), 1934
- День свободи — наш Вермахт (Tag der Freiheit — Unsere Wehrmacht[en]), 1935
- Олімпія (Olympia), 1938
- Низина (Tiefland[en]), 1954
- Підводні враження (Impressionen unter Wasser[en]), 2002

### Акторські роботи
- 1925: «Wege zu Kraft und Schönheit — Ein Film über moderne Körperkultur» — «Шляхи до сили і красі — фільм про сучасну фізичну культуру»
- 1926: «Der heilige Berg» — «Священна гора», режисер Арнольд Фанк
- 1927: «Der große Sprung» — «Великий стрибок», режисер Арнольд Фанк
- 1928: «Das Schicksal derer von Habsburg» — «Доля Габсбургів», режисер Рудольф Раффе
- 1929: «Die weiße Hölle vom Piz Palü» — «Біле пекло Піц Палю», режисери Арнольд Фанк і Георг Вільгельм Пабст
- 1930: «Stürme über dem Montblanc» — «Бурі над Монбланом», режисер Арнольд Фанк
- 1931: «Der weiße Rausch — neue Wunder des Schneeschuhs» — «Біле божевілля — нове лижне диво», режисер Арнольд Фанк
- 1932: «Das blaue Licht» — «Блакитне світло»
- 1933: «SOS Eisberg» — «SOS — айсберг», режисер Арнольд Фанк
- 1954: «Tiefland» — «Долина»
- 1993: «Die Macht der Bilder» — «Влада образів», режисер Рей Мюллер
- 2003: «Leni Riefenstahl — Ein Traum von Afrika» — «Лені Ріфеншталь — мрія про Африку», режисер Рей Мюллер

## Нагороди

### Державні нагороди
- Німецький Олімпійський знак 2-го класу — за знімання різноманітних спортивних подій під час Олімпіади 1936 року.